# Ezequiel Garay
Ezequiel Marcelo Garay González (Rosario, Santa Fe, 10 de octubre de 1986), más conocido como Ezequiel Garay, es un exfutbolista argentino que se desempeñaba en la posición de defensa y su último equipo fue el Valencia C. F. de la Primera División de España.
Comenzó su carrera en Newell's Old Boys, en el año 2004, por sus buenas actuaciones fue fichado por el Racing de Santander en el año 2006, en este se destacó como titular y marcó más de 10 goles en una sola temporada siendo defensa central, en su mejor momento, se lesionó la pierna derecha en 2007, por lo que estuvo sin jugar media temporada. En 2008 fue fichado por el Real Madrid por 10 millones de euros, sin embargo, este lo volvió a ceder al Racing de Santander, jugó toda la temporada 2008-2009, al momento de volver al Real Madrid se encontró con pocas participaciones (25 partidos en dos años), por lo que fue fichado por el S. L. Benfica, de Portugal, en el cual se posicionó como titular y capitán indiscutido disputando la mayor cantidad de partidos en su carrera en un solo club y manteniéndose más de 3 años en el plantel. En 2014, en su mejor momento, fue fichado por el Zenit de San Petersburgo de Rusia, por más de 15 millones de euros, donde ganó tres títulos con el club en dos años. En 2016 fue fichado por el Valencia C. F., en el cual jugó hasta su retiro en el año 2021. En este último club ganó la Copa del Rey 2018-19 frente al F. C. Barcelona.
También fue internacional con la Selección Argentina, en el cual ganó la Copa Mundial Sub-20 2005, y como sub-21, obtuvo la medalla de oro en los Juegos Olímpicos de Pekín 2008. En 2014 se posicionó como defensa titular para jugar la Copa Mundial de Fútbol de 2014, en la que el seleccionado argentino terminaría subcampeón frente a Alemania. También disputó la Copa América 2015, terminando en segundo lugar frente a Chile.

## Trayectoria

### Newell's
En 2004 debutó con el Club Atlético Newell's Old Boys de Argentina de la mano del Tolo Gallego, en el triunfo 2-0 frente a Gimnasia y Esgrima La Plata, un encuentro antes de que su equipo se consagrara campeón del Torneo Apertura 2004.
Previo a la finalización del torneo siguiente y posterior a la victoria en el Clásico de dicho torneo (en el cual marcó el gol de la victoria con la nuca), fue transferido al Racing de Santander de la Primera División de España.

### Racing de Santander
En el mercado invernal del año 2006 fue fichado por el Racing de Santander.
En la temporada 2006-2007, Garay destacó como defensa central. Esa temporada disputó 31 encuentros marcando 10 goles (7 de penalti), siendo el defensa más goleador de Europa en dicho período. De estos destacan los 2 penaltis marcados en el Sardinero frente al Real Madrid con victoria local 2 a 1.
El 19 de marzo de 2008, en el encuentro de vuelta de la semifinal de la Copa del Rey frente al Getafe CF, sufrió una grave lesión en la pierna derecha que le impidió jugar el resto de la temporada 2007-2008.

### Real Madrid Club de Fútbol
El 18 de mayo de 2008 se anunció su traspaso al Real Madrid por un total de 10 millones de euros. El futbolista firmó con el Real Madrid un contrato por seis años. Sin embargo, el 15 de agosto de 2008 se hizo oficial que en la temporada 2008-2009 formaría parte del Racing de Santander, en calidad de cedido.

### SL Benfica

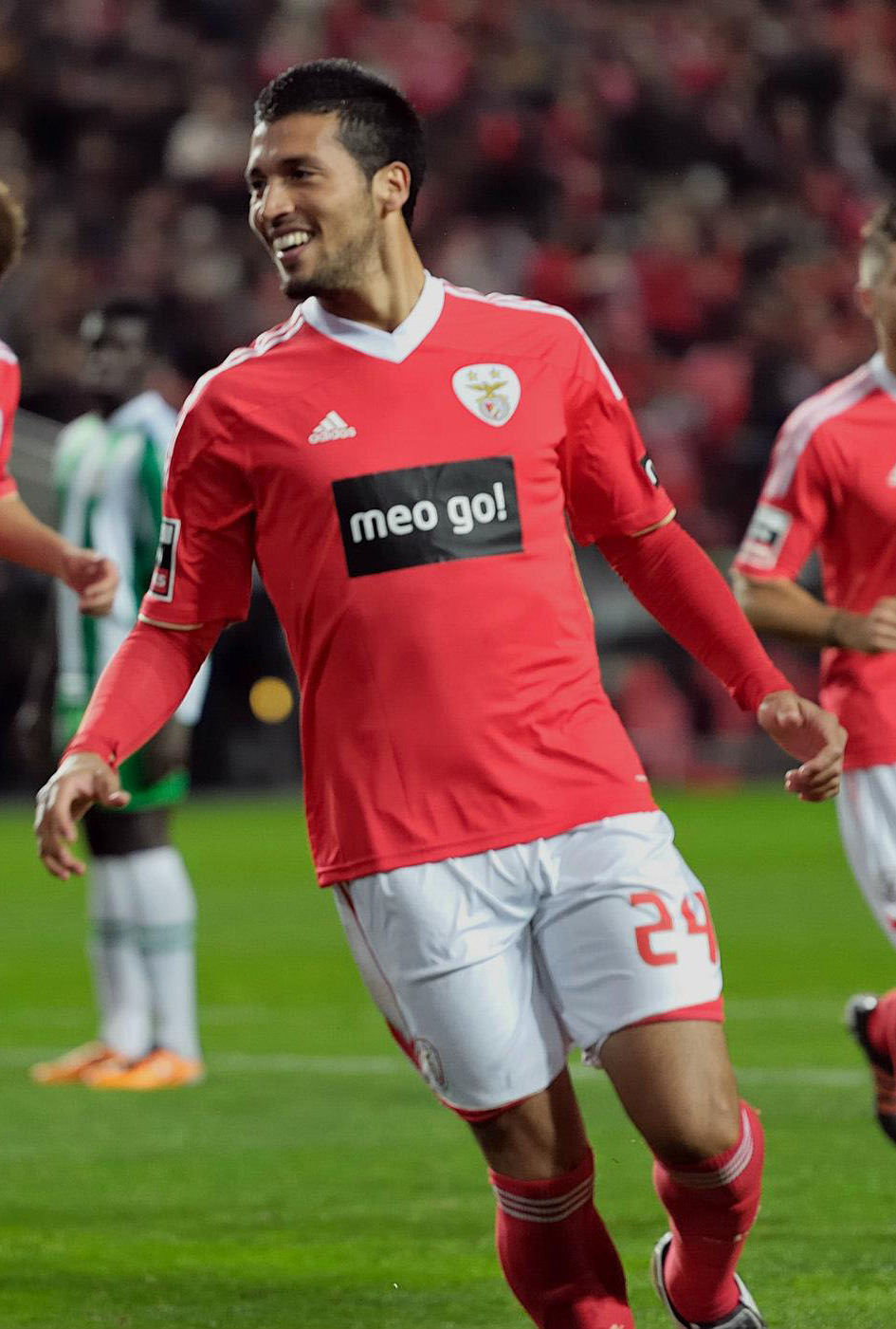
Garay jugando para el SL Benfica.

Garay llegó en julio de 2011 al SL Benfica procedente del Real Madrid por 5,5 millones de euros. Disputó 136 partidos con el conjunto portugués, su mayor número de presencias en un solo club. También ganó cinco (5) títulos en tres años con este. 

### FC Zenit
El 25 de junio de 2014, tras disputar la copa mundial de Brasil 2014 con la Selección argentina, se hace oficial el traspaso de Garay al Zenit de la liga rusa. El fichaje fue tasado en 15 millones de euros. Benfica recibió 6 millones de euros por el 40% del pase, mientras que Real Madrid recibió 7,5 millones por el 60% restante.

### Valencia C.F.
Finalmente, como recambio de Shkodran Mustafi, a comienzos del año 2016, el Valencia C. F. decide firmar al defensa argentino Ezequiel Garay tras unas duras conversaciones entre Peter Lim y el magnate del FC Zenit. Campeón de la copa del rey y clasificando 2 veces para Champions dejó muy buenas sensaciones entre los aficionados valencianistas. 

### Retiro profesional
Tras una lesión grave, Garay, se retiró del futbol profesional el 16 de julio del año 2021, a los 34 años de edad, tras una lesión que le impedía pisar, la cual lo acompañó en la carrera de manera sintomática más de 3 años.

## Selección nacional

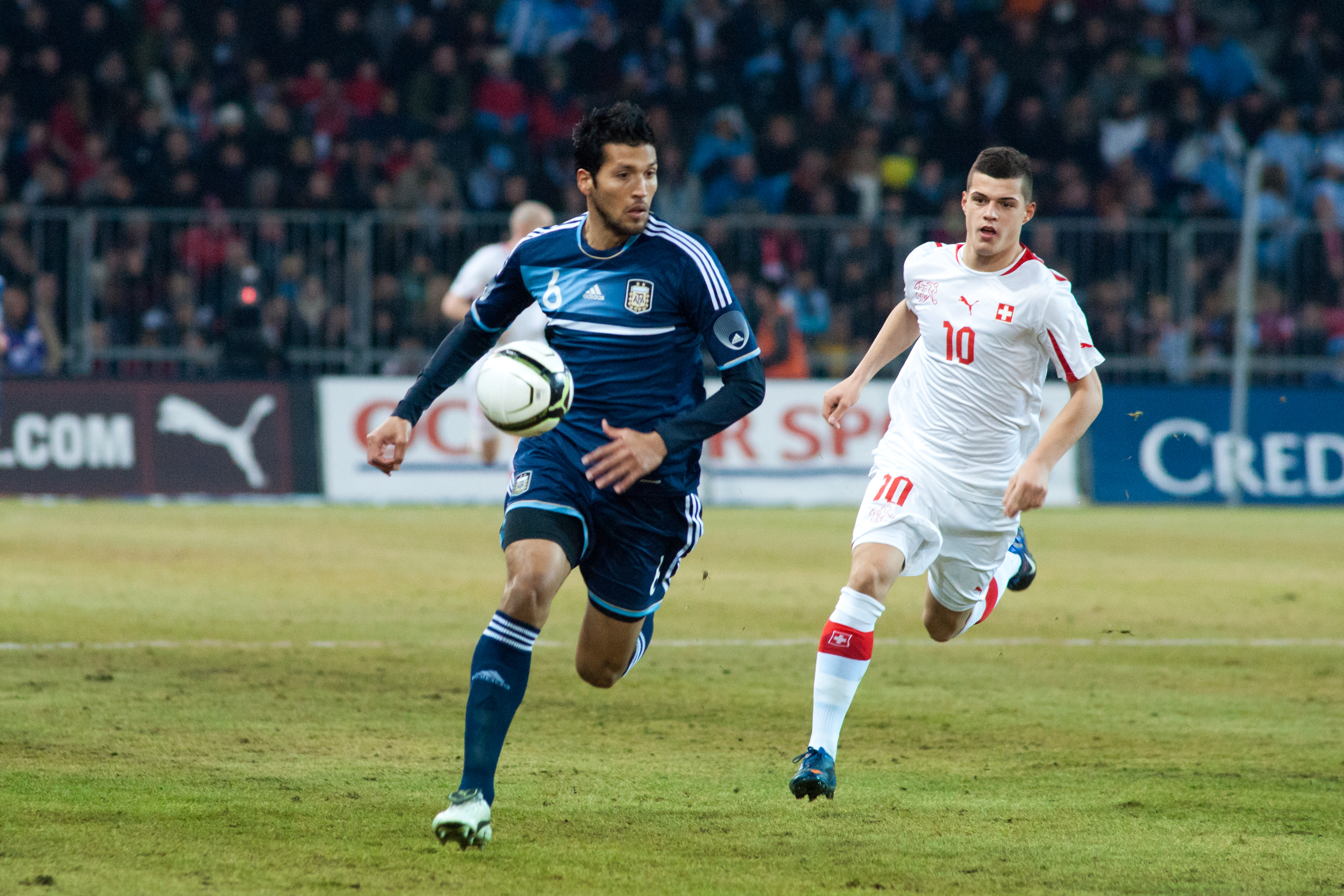
Garay disputando un partido amistoso con la Selección Argentina frente a Suiza en 2012.

El 18 de mayo de 2007 fue incluido por primera vez por el entrenador de Argentina Alfio Basile en una convocatoria. La misma tenía como meta disputar una gira por Europa, incluyendo encuentros contra Suiza, Argelia y Serbia, pero una inoportuna lesión le privó de disputar tanto la gira como la Copa América 2007.
Debutó posteriormente el 23 de agosto de 2007 disputando como titular un encuentro amistoso que le enfrentó ante la Selección de Noruega, el cual terminó con victoria del equipo nórdico por 2:1.
En el año 2008 fue parte del plantel de la selección que salió campeona (medalla de oro) de los Juegos Olímpicos de Pekín 2008.
El 25 de junio de 2011 el técnico de Argentina Sergio Batista lo incluyó en la lista de convocados de la Selección Argentina para la Copa América 2011.
El 2 de junio de 2014, 10 días antes del comienzo de la Copa Mundial de Fútbol de 2014, se confirma su presencia para ser uno de los 23 jugadores en representar a Argentina. El defensor disputó todos los partidos del Mundial, desde el primero en la fase de grupos contra Bosnia y Herzegovina hasta la final misma frente a la Selección Alemana en la que argentina perdió 0-1 en la prórroga.

### Participaciones en Copas del Mundo
| Copa                     | Sede         | Resultado    | Partidos | Goles |
| ------------------------ | ------------ | ------------ | -------- | ----- |
| Copa Mundial Sub-17 2003 | Finlandia    | Tercer lugar | 6        | 2     |
| Copa Mundial Sub-20 2005 | Países Bajos | Campeón      | 2        | 0     |
| Copa Mundial 2014        | Brasil       | Subcampeón   | 7        | 0     |
| Total                    | Total        | Total        | 15       | 2     |

### Participaciones en Copa América
| Copa              | Sede      | Resultado        | Partidos | Goles |
| ----------------- | --------- | ---------------- | -------- | ----- |
| Copa América 2011 | Argentina | Cuartos de final | 0        | 0     |
| Copa América 2015 | Chile     | Subcampeón       | 4        | 0     |
| Total             | Total     | Total            | 4        | 0     |

### Participaciones en Juegos Olímpicos
| Torneo                | Sede  | Resultado      | Partidos | Goles |
| --------------------- | ----- | -------------- | -------- | ----- |
| Juegos Olímpicos 2008 | Pekín | Medalla de oro | 5        | 0     |
| Total                 | Total | Total          | 5        | 0     |

## Estadísticas

### Clubes
| Club | Div.          | Temporada     | Liga  | Liga  | Copas nacionales(1) | Copas nacionales(1) | Copa de la Liga | Copa de la Liga | Torneos internacionales(2) | Torneos internacionales(2) | Otros(3) | Otros(3) | Total | Total |
| Club | Div.          | Temporada     | Part. | Goles | Part.               | Goles               | Part.           | Goles           | Part.                      | Goles                      | Part.    | Goles    | Part. | Goles |
| --- | ------------- | ------------- | ----- | ----- | ------------------- | ------------------- | --------------- | --------------- | -------------------------- | -------------------------- | -------- | -------- | ----- | ----- |
| Newell's Old Boys Argentina | 1.ª           | 2004-05       | 1     | 0     | —                   | —                   | —               | —               | —                          | —                          | —        | —        | 1     | 0     |
| Newell's Old Boys Argentina | 1.ª           | 2005-06       | 12    | 1     | —                   | —                   | —               | —               | —                          | —                          | —        | —        | 12    | 1     |
| Newell's Old Boys Argentina | Total club    | Total club    | 13    | 1     | —                   | —                   | —               | —               | —                          | —                          | —        | —        | 13    | 1     |
| Racing Santander · España | 1.ª           | 2005-06       | 7     | 0     | 0                   | 0                   | —               | —               | —                          | —                          | —        | —        | 7     | 0     |
| Racing Santander · España | 1.ª           | 2006-07       | 31    | 9     | 1                   | 0                   | —               | —               | —                          | —                          | —        | —        | 32    | 9     |
| Racing Santander · España | 1.ª           | 2007-08       | 22    | 3     | 7                   | 2                   | —               | —               | —                          | —                          | —        | —        | 29    | 5     |
| Racing Santander · España | 1.ª           | 2008-09       | 24    | 2     | 2                   | 0                   | —               | —               | 4                          | 0                          | —        | —        | 30    | 2     |
| Racing Santander · España | Total club    | Total club    | 84    | 14    | 10                  | 2                   | —               | —               | 4                          | 0                          | —        | —        | 98    | 16    |
| Real Madrid C. F. · España | 1.ª           | 2009-10       | 20    | 1     | 0                   | 0                   | —               | —               | 3                          | 0                          | —        | —        | 23    | 1     |
| Real Madrid C. F. · España | 1.ª           | 2010-11       | 5     | 0     | 2                   | 0                   | —               | —               | 1                          | 0                          | —        | —        | 8     | 0     |
| Real Madrid C. F. · España | Total club    | Total club    | 25    | 1     | 2                   | 0                   | —               | —               | 4                          | 0                          | —        | —        | 31    | 1     |
| S. L. Benfica Portugal | 1.ª           | 2011-12       | 24    | 2     | 2                   | 0                   | 3               | 0               | 11                         | 0                          | —        | —        | 40    | 2     |
| S. L. Benfica Portugal | 1.ª           | 2012-13       | 27    | 1     | 4                   | 0                   | 1               | 0               | 14                         | 1                          | —        | —        | 46    | 2     |
| S. L. Benfica Portugal | 1.ª           | 2013-14       | 27    | 6     | 5                   | 0                   | 3               | 0               | 14                         | 2                          | —        | —        | 49    | 8     |
| S. L. Benfica Portugal | Total club    | Total club    | 78    | 9     | 11                  | 0                   | 7               | 0               | 39                         | 3                          | —        | —        | 135   | 12    |
| Zenit de San Petersburgo · Rusia | 1.ª           | 2014-15       | 26    | 1     | 1                   | 0                   | —               | —               | 15                         | 0                          | —        | —        | 42    | 1     |
| Zenit de San Petersburgo · Rusia | 1.ª           | 2015-16       | 20    | 2     | 2                   | 0                   | —               | —               | 6                          | 0                          | 0        | 0        | 28    | 2     |
| Zenit de San Petersburgo · Rusia | 1.ª           | 2016-17       | 4     | 0     | 0                   | 0                   | —               | —               | —                          | —                          | 1        | 0        | 5     | 0     |
| Zenit de San Petersburgo · Rusia | Total club    | Total club    | 50    | 3     | 3                   | 0                   | —               | —               | 21                         | 0                          | 1        | 0        | 75    | 3     |
| Valencia C. F. · España | 1.ª           | 2016-17       | 27    | 4     | 1                   | 0                   | —               | —               | —                          | —                          | —        | —        | 28    | 4     |
| Valencia C. F. · España | 1.ª           | 2017-18       | 24    | 0     | 4                   | 0                   | —               | —               | —                          | —                          | —        | —        | 28    | 0     |
| Valencia C. F. · España | 1.ª           | 2018-19       | 24    | 2     | 3                   | 0                   | —               | —               | 8                          | 0                          | —        | —        | 35    | 2     |
| Valencia C. F. · España | 1.ª           | 2019-20       | 17    | 0     | 0                   | 0                   | —               | —               | 5                          | 0                          | 1        | 0        | 23    | 0     |
| Valencia C. F. · España | Total club    | Total club    | 92    | 6     | 8                   | 0                   | —               | —               | 13                         | 0                          | 1        | 0        | 114   | 6     |
| Total carrera | Total carrera | Total carrera | 342   | 34    | 34                  | 2                   | 7               | 0               | 81                         | 3                          | 2        | 0        | 466   | 39    |
| (1) Incluye datos de la Copa del Rey (2006-19), Copa de Portugal (2011-14) y Copa de Rusia (2014-16). (2) Incluye datos de la Copa de la UEFA (2008-09), Liga de Campeones de la UEFA (2009-20) y Liga Europa de la UEFA (2012-19). (3) Incluye datos de la Supercopa de Rusia (2017) y Supercopa de España (2020). |               |               |       |       |                     |                     |                 |                 |                            |                            |          |          |       |       |

### Selección nacional
| Selección                                                             | Año             | Amistoso | Amistoso | Sudamérica(1) | Sudamérica(1) | Mundial | Mundial | Juegos Olímpicos | Juegos Olímpicos | Total | Total |
| Selección                                                             | Año             | Part.    | Goles    | Part.         | Goles         | Part.   | Goles   | Part.            | Goles            | Part. | Goles |
| --------------------------------------------------------------------- | --------------- | -------- | -------- | ------------- | ------------- | ------- | ------- | ---------------- | ---------------- | ----- | ----- |
| Sub-17 Argentina                                                      | 2003            | 0        | 0        | —             | —             | 6       | 2       | —                | —                | 6     | 2     |
| Sub-17 Argentina                                                      | Total           | 0        | 0        | —             | —             | 6       | 0       | —                | —                | 6     | 2     |
| Sub-20 Argentina                                                      | 2005            | 0        | 0        | —             | —             | 2       | 0       | —                | —                | 2     | 0     |
| Sub-20 Argentina                                                      | Total           | 0        | 0        | —             | —             | 2       | 0       | —                | —                | 2     | 0     |
| Sub-23/Olímpica Argentina                                             | 2008            | 1        | 0        | —             | —             | —       | —       | 5                | 0                | 6     | 0     |
| Sub-23/Olímpica Argentina                                             | Total           | 1        | 0        | —             | —             | —       | —       | 5                | 0                | 6     | 0     |
| Absoluta Argentina                                                    | 2007            | 1        | 0        | —             | —             | —       | —       | —                | —                | 1     | 0     |
| Absoluta Argentina                                                    | 2011            | 2        | 0        | 0             | 0             | —       | —       | —                | —                | 2     | 0     |
| Absoluta Argentina                                                    | 2012            | 3        | 0        | 5             | 0             | —       | —       | —                | —                | 8     | 0     |
| Absoluta Argentina                                                    | 2013            | 3        | 0        | 4             | 0             | —       | —       | —                | —                | 7     | 0     |
| Absoluta Argentina                                                    | 2014            | 0        | 0        | —             | —             | 7       | 0       | —                | —                | 7     | 0     |
| Absoluta Argentina                                                    | 2015            | 2        | 0        | 5             | 0             | —       | —       | —                | —                | 7     | 0     |
| Absoluta Argentina                                                    | Total           | 11       | 0        | 14            | 0             | 7       | 0       | —                | —                | 32    | 0     |
| Total selección                                                       | Total selección | 12       | 0        | 14            | 0             | 15      | 2       | 5                | 0                | 46    | 2     |
| (1) Incluye datos de la Copa América y Clasificatorias Sudamericanas. |                 |          |          |               |               |         |         |                  |                  |       |       |

## Vida personal

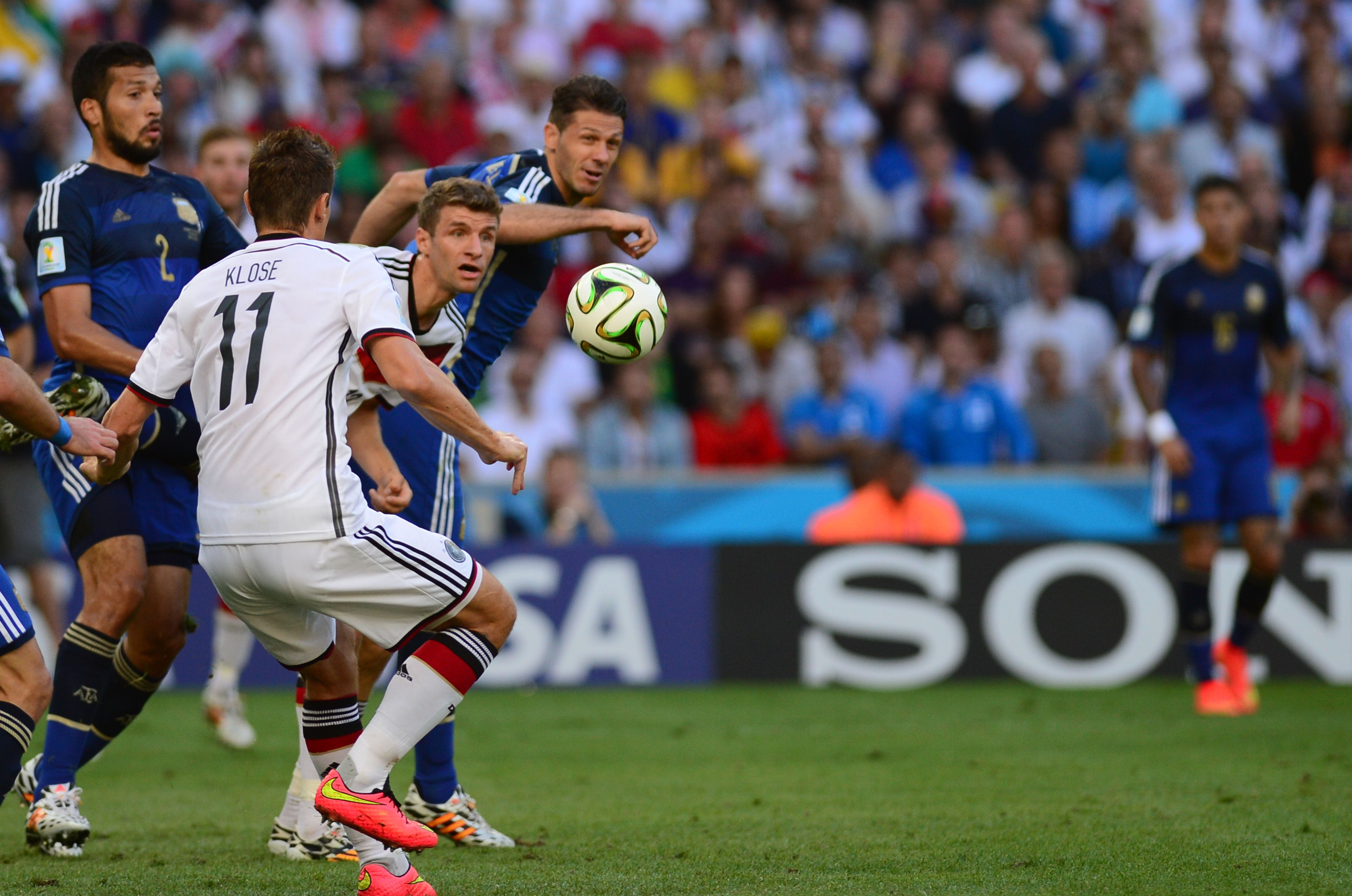
Garay en la final de la Copa del Mundo en 2014

El 24 de junio de 2012 se casó en la localidad madrileña de Alcalá de Henares con Tamara Gorro, después de unos años de relación de pareja. En abril de 2015 anunciaron que iban a ser padres biológicos de un bebé por gestación subrogada. El 11 de octubre nace su primera hija, Shaila Garay Gorro.
Tras bastante esfuerzo, su mujer quedó embarazada, dando a luz en diciembre de 2017 a Antonio Garay Gorro, el segundo hijo de la pareja.
En abril de 2019, mientras disputaba el encuentro de ida de cuartos de final, entre el Valencia C. F y el Villareal de la UEFA Europa League, sufrió un intento de robo en su casa.
El 15 de marzo de 2020 Ezequiel dio positivo al test de COVID-19, siendo así el segundo jugador argentino infectado.
El 16 de julio de 2021 a sus 34 años, Ezequiel Garay decidió poner fin a su carrera como futbolista profesional mediante una carta: "Desde hace años tengo dolores fortísimos que me impedían hasta caminar", redactó el defensor.
Actualmente se dedica al mundo inmobiliario, siendo promotor de viviendas de lujo en Valencia.
En diciembre de 2022 se divorcia de su cónyuge Tamara Gorro, finalizando así su matrimonio de más de 10 años.

## Palmarés

### Campeonatos nacionales
| Título                | Club                     | País      | Año    |
| --------------------- | ------------------------ | --------- | ------ |
| Primera División      | Newell's Old Boys        | Argentina | A-2004 |
| Copa del Rey          | Real Madrid C. F.        | España    | 2011   |
| Copa de la Liga       | S. L. Benfica            | Portugal  | 2012   |
| Primeira Liga         | S. L. Benfica            | Portugal  | 2014   |
| Copa de la Liga       | S. L. Benfica            | Portugal  | 2014   |
| Copa de Portugal      | S. L. Benfica            | Portugal  | 2014   |
| Liga Premier de Rusia | Zenit de San Petersburgo | Rusia     | 2015   |
| Copa de Rusia         | Zenit de San Petersburgo | Rusia     | 2016   |
| Supercopa de Rusia    | Zenit de San Petersburgo | Rusia     | 2016   |
| Copa del Rey          | Valencia C. F.           | España    | 2019   |

### Campeonatos internacionales
| Título                         | Club                            | País         | Año  |
| ------------------------------ | ------------------------------- | ------------ | ---- |
| Campeonato Sudamericano Sub-17 | Selección de Argentina (sub-17) | Bolivia      | 2003 |
| Copa Mundial de Fútbol Sub-20  | Selección de Argentina (sub-20) | Países Bajos | 2005 |
| Juegos Olímpicos               | Selección olímpica de Argentina | Pekín        | 2008 |

### Distinciones individuales
| Distinción                                | Año  |
| ----------------------------------------- | ---- |
| Equipo ideal de la Liga Europa de la UEFA | 2014 |